# Embalse de Velle
El embalse de Velle (en gallego: Encoro de Velle) es un embalse español construido en el río Miño a la altura de la parroquia de Velle, en el municipio de Orense, al norte de la ciudad. Inaugurado en 1966, tiene una capacidad de 17 hm³, ocupa una superficie de 263 y tiene un potencia de 80 MW.
Su presa es de gravedad y tiene una altura de 26 m. Se usa para el abastecimiento de agua potable y también tiene una central hidroeléctrica.
Salto de Velle , situado inmediatamente aguas arriba de Orense y con cota de máximo embalse 108.40 fijada por los desagües del salto de Peares, en el Miño, y el de San Pedro, en el Sil, así como por la traza del ferrocarril de Orense a Vigo.
Debido a las alturas de los saltos y los fuertes caudales derivables, exigieron que la central esté situada a pie de presa. 
Es un salto de gran caudal de máxima avenida y fuertes caudales turbinables, esto obligó a ir al proyecto de azudes inmóviles dotados con grandes compuertas Taintor y parques de transformación inmediatos a la presa.
La superestructura de las ataguías estaba construida por muros de hormigón en masa.